# Distrito do Meno-Tauber
O Distrito do Meno-Tauber (em alemão:  Main-Tauber-Kreis) é um distrito da Alemanha, na região administrativa de Estugarda, estado de Baden-Württemberg.

## Cidades e Municípios
- Cidades:

1. Bad Mergentheim
2. Boxberg
3. Creglingen
4. Freudenberg
5. Grünsfeld
6. Külsheim
7. Lauda-Königshofen
8. Niederstetten
9. Tauberbischofsheim
10. Weikersheim
11. Wertheim

- Municípios:

1. Ahorn
2. Assamstadt
3. Großrinderfeld
4. Igersheim
5. Königheim
6. Werbach
7. Wittighausen